# ショレ＝レ＝ボーヌ
ショレ＝レ＝ボーヌ(Chorey-les-Beaune)は、フランス東部ブルゴーニュ＝フランシュ＝コンテ地域圏コート＝ドール県南部にある、人口500人足らずの小さな村である。ブルゴーニュワインのひとつで村単独の村名AOCを持つショレ＝レ＝ボーヌの産地である。

## 地理
県南部の中心都市ボーヌの北北東に接している。

## ワイン
コート・ド・ボーヌ地区のほぼ中央にあり、少し北へ行ったところには、特級畑のあるアロース・コルトン村がある。しかしこの村はまだ特級どころか1級の畑もなく、AOCを取得したのも1970年と遅いため、まだあまり知られていない。